# Club Balonmano Caserío Ciudad Real
El Club Balonmano Caserío Ciudad Real es un club español de balonmano de Ciudad Real, Castilla la Mancha. Fundado por los aficionados en 2011 con el objetivo de recuperar la tradicion balonmanística de la ciudad tras el traslado del histórico Balonmano Ciudad Real a Madrid.
Desde su creación ha tenido diversos ascensos de categoría hasta alcanzar la Liga Asobal en la que juega desde la temporada 2025/26.

## Historia
El club fue fundado en 2011 como Balonmano Caserio recuperando en parte el nombre original del desaparecido Caserio Vigon. En los primeros años compitió en categorías regionales y en Primera Nacional.
Llegada la temporada 2019/2020 el equipo terminó segundo en el grupo F, empatado a puntos con Ikasa BM Madrid pero ascendiendo este último por diferencia de gol average. Una temporada marcada por el COVID-19 que provocó que terminara prematuramente en la jornada 23 de liga.
En la temporada 2020/2021 juega la fase final de ascenso a Division de Honor plata en el Quijote Arena, pero es superado en el último partido por el Balonmano Esplugues por una diferencia de cinco goles
Finalmente consigue el ascenso a Division de Honor Plata en la temporada 2021/2022.
En la temporada 2023/2024. El equipo alcanza otro importante hito. Llega a la fase final de la copa del rey (cuartos de final) que se disputó en Jaen. A esta fase llegó tras eliminar a varios equipos Asobal, entre ellos el Recoletas Atlético Valladolid. En cuartos de final fueron eliminados por el Bidasoa Irun. Tras esta temporada el equipo femenino del club, regresa a la  Division de Honor Plata tras una fase de ascenso disputada en el Quijote Arena
Finalmente en la temporada 2024/2025 tras terminar en la liga regular segundo, consigue el ascender en la fase de ascenso disputada en el Pabellón Municipal Quijote Arena de Ciudad Real, ganando en la final ante el UBU San Pablo Burgos. Este ascenso supone un nuevo hito para el deporte de la ciudad, que vuelve a tener balonmano de elite tras más de una decada.

## Últimas temporadas
| Temporada | División                | Posición                             | Copa del rey     |
| --------- | ----------------------- | ------------------------------------ | ---------------- |
| 2016-17   | 1º Nacional             | 5º Liga regular Grupo F              |                  |
| 2017-18   | 1º Nacional             | 5º Liga regular Grupo F              |                  |
| 2018-19   | 1º Nacional             | 6º Liga regular Grupo F              |                  |
| 2019-20   | 1º Nacional             | 2º Liga regular Grupo F              |                  |
| 2020-21   | 1º Nacional             | 2º Fase de Ascenso Grupo 3           |                  |
| 2021-22   | 1º Nacional             | 1º Fase de Ascenso Grupo 1 (ascenso) |                  |
| 2022-23   | División de Honor Plata | 6º (grupo por el título)             |                  |
| 2023-24   | División de Honor Plata | 4.º                                  | Cuertos de final |
| 2024-25   | División de Honor Plata | 2.º (ascenso)                        | 2º ronda         |

## Organigrama deportivo

### Jugadores
Jugadores confirmados para la temporada 2025-26
| Nº | Nombre              | Edad | Posición          | Altura (m) | Equipo de procedencia              |
| -- | ------------------- | ---- | ----------------- | ---------- | ---------------------------------- |
| 12 | Fernando Romero     | 19   | Portero           | 1.90       | Club Balonmano Caserío Ciudad Real |
| 1  | Santiago Giovagnola | 25   | Portero           | 1.81       | River Plate                        |
| 33 | Kostas Kotanidis    | 33   | Portero           | 1.85       | Olympiakos                         |
| 23 | Ángel Pérez         | 39   | Central           | 1.86       | Balonmano Antequera                |
| 2  | Sergi Mach          | 28   | Central           | 1.87       | Rebi Balonmano Cuenca              |
| 11 | Victor Morales      | 20   | Central           | 1.85       | Club Balonmano Ciudad de Málaga    |
| 88 | Juan Gull           | 21   | Lateral izquierdo | 2.06       | Balonmano Triana                   |
| 22 | Javi Domingo        | 25   | Lateral izquierdo | 1.83       | UBU San Pablo Burgos               |
| 25 | Carlos Ocaña        | 21   | Lateral izquierdo | 1.90       | BM Cisne                           |
| 9  | Alonso Moreno       | 29   | Lateral derecho   | 1.89       | Helvetia Anaitasuna                |
| 8  | David Fernandez     | 29   | Lateral derecho   | 1.96       | FC Porto                           |
| 27 | Pablo Minguez       | 27   | Lateral derecho   | 1.92       | Eppan Handball Löwen               |
| 28 | Sergio Lopez        | 27   | Extremo izquierdo | 2.02       | Rebi Balonmano Cuenca              |
| 5  | Franco Mendive      | 24   | Extremo izquierdo | 1.79       | Ferro Handball                     |
| 77 | Sergio Casares      | 23   | Extremo derecho   | 1.68       | BM Zamora                          |
| 15 | Daniel Palomeque    | 25   | Extremo derecho   | 1.87       | Balonmano Nava                     |
| 19 | Adrián Trancon      | 19   | Extremo derecho   | 1.88       | Balonmano Alarcos                  |
| 7  | Juan Lumbreras      | 33   | Pivote            | 1.88       | Balonmano Alarcos                  |
| 10 | Jorge Romanillos    | 24   | Pivote            | 1.88       | BM Guadalajara                     |
| 82 | José Andrés Torres  | 25   | Pivote            | 1.89       | BM Soria                           |
| 34 | Sergio Sanchez      | 17   | Pivote            | 1.87       | Balonmano Alarcos                  |
| 99 | Omar Sherif         | 23   | Pivote            | 1.97       | Frigorificos del Morrazo           |

### Traspasos
Traspasos para la temporada 2025–26
Altas
- Sergi Mach (CE) desde ( Rebi Balonmano Cuenca)
- Pablo Minguez (LI/PI) desde ( Eppan Handball Löwen)
- Javier Domingo (LI) desde ( UBU San Pablo Burgos)
- Alonso Moreno (LD) desde ( Helvetia Anaitasuna)
- Sergio Lopez (EI) desde ( Rebi Balonmano Cuenca)
- Franco Mendive (EI) desde ( Ferro Handball)
- Juan Gull (LI) desde ( Balonmano Triana)
- David Fernandez (LD) desde ( FC Porto)
- Kostas Kotanidis (LD) desde ( Olympiakos)
- Omar Sherif (PI) desde ( Frigorificos del Morrazo)

Bajas
- Marcos Fis (LD) al ( BM. Granollers)
- Alex Diaz (EI) al ( Club Deportivo Balonmano Atlético Valladolid)
- Pablo Campanario (LI) ( Club Balonmano Cantera Sur)
- Santi Canepa (LI) desde ( Unión Deportiva Ibiza HC Eivissa)
- Augusto Moreno de la Santa (LI) ( Eón Horneo Balonmano Alicante)
- Jorge Silva (LD)
- Toni Alegre (EI)
- Ognjen Radojicic (LI)
- Óscar Ruiz (PO) ( Balonmano Bolaños)
- Paco Ruiz (EI) ( Balonmano Pozuelo)

### Cuerpo técnico
- Entrenador: Santiago Urdiales
- Ayte Entrenador: Javier Ortiz
- Cuerpo Técnico: Mariano Martín Muñoz Larrea
- Cuerpo Técnico:: Álvaro Jiménez Reseco
- Cuerpo Técnico:: Arturo Javier Morales Robredo
- Médico: Álex Rodríguez Gómez
- Fisioterapeuta: Pepe Casas Garcia
- Ayudante Fisio: Carolina Galán Elvira
- Ayudante Fisio: Ángela Ruiz de la Sierra Fernández
- Utillero Richi Pardo López
- Ayudante preparador físico: Lucía Aranda Rodríguez
- Entrenador de porteros: Gonzalo Gómez Verdugo

### Equipo femenino
El balonmano caserío dispone de un equipo senior femenino que para la temporada 2025/2026 jugará en la Division de Honor plata (grupo D) que es la tercera categoría nacional en España. Está será la segunda temporada consecutiva en la categoría

### Cantera
El club dispone de equipos en todas las edades desde pre-benjamines tanto masculinos como femeninos. En total dispone de 16 equipos y más de 300 niños

## Aficion
El club dispone de una gran masa social (actualmente más de 2000 socios para la temporada 2025/26) la cual se ha visto significativamente mejorada tras el ascenso a Liga Asobal. Una de las gradas del Quijote Arena se ha rebautizado como Grada Amarilla, que es donde se concentra el mayor grueso de aficionados y peñas del club.